# Campbell (cráter marciano)

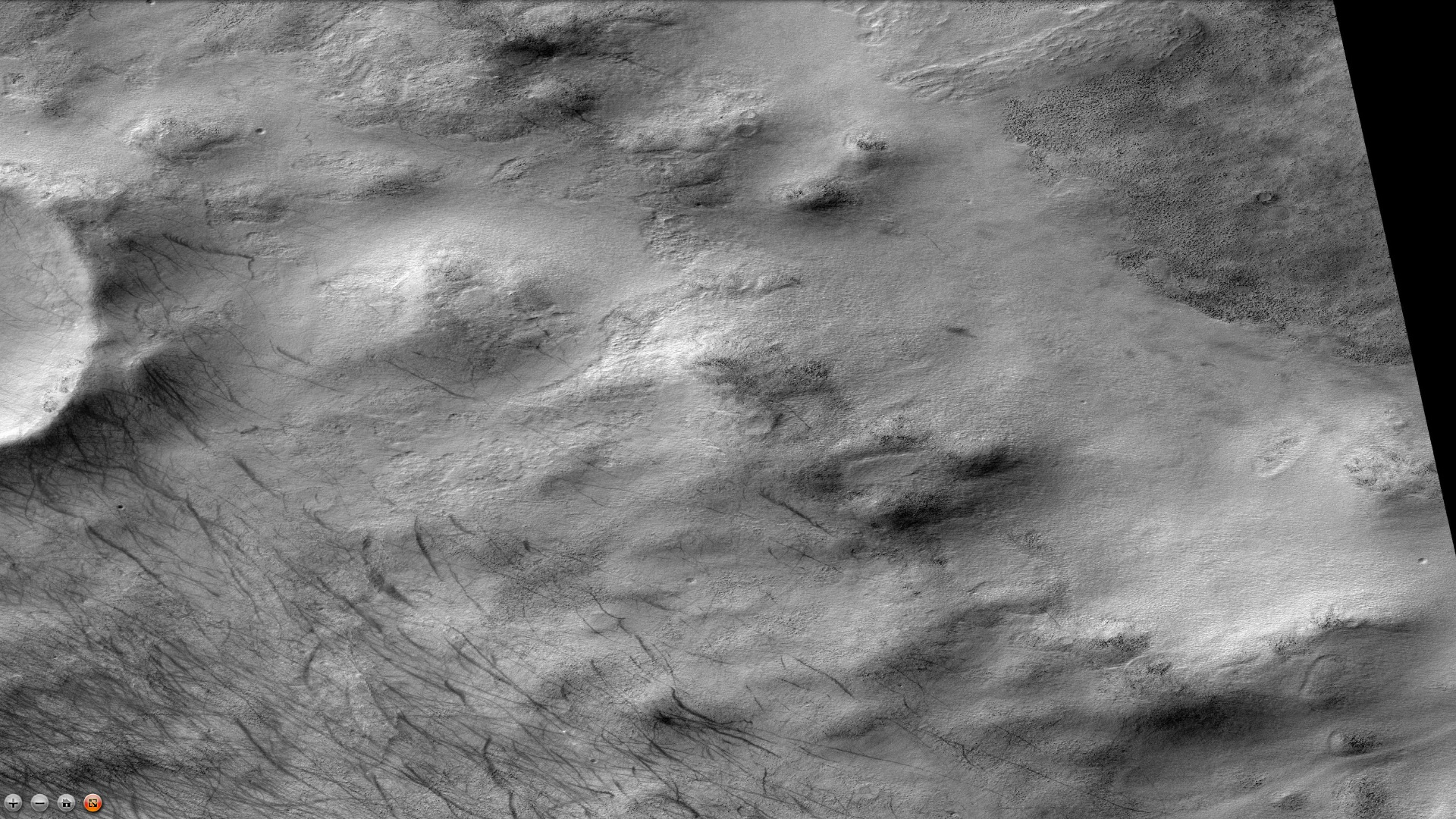
Marcas de torbellinos de arena (en inglés Dust devil tracks) en el interior del cráter, según una imagen de la cámara CTX del Mars Reconnaissance Orbiter. (Nota: ampliación de una imagen del Cráter Campbell)

Campbell es un cráter de impacto de grandes proporciones del planeta Marte situado al sur del cráter Virrat y al oeste de Tugaske, a 54.7° sur y 194.6º este. El impacto causó una depresión de 129,0 kilómetros de diámetro. El nombre fue aprobado en 1973 por la Unión Astronómica Internacional, en honor al ingeniero y astrónomo estadounidense William Wallace Campbell (1862-1938) y al físico canadiense John W. Campbell (1889-1955).

## Imágenes
|  |  |